# 寸敏
寸敏（1971年—），女，白族，云南鹤庆人，中华人民共和国政治人物、第十二届全国人民代表大会云南地区代表，毕业于日本立命馆大学公共政策专业。现任云南省商务厅机电和科技产业处处长、云南省党外知识分子联谊会常务理事。2013年起担任全国人大代表。
寸敏2013年曾在两会期间向国家主席习近平和总理李克强索要签名。